# Fortificações do lado caribenho do Panamá
As Fortificações de Portobelo e San Lorenzo na província de Colón no Panamá são um Património Mundial desde 1980. Magníficos exemplos de arquitectura militar dos séculos XVII e XVIII, estes fortes panamenses nas Caraíbas são parte do sistema de defesa construído pelos espanhóis para proteger o comércio transatlântico.

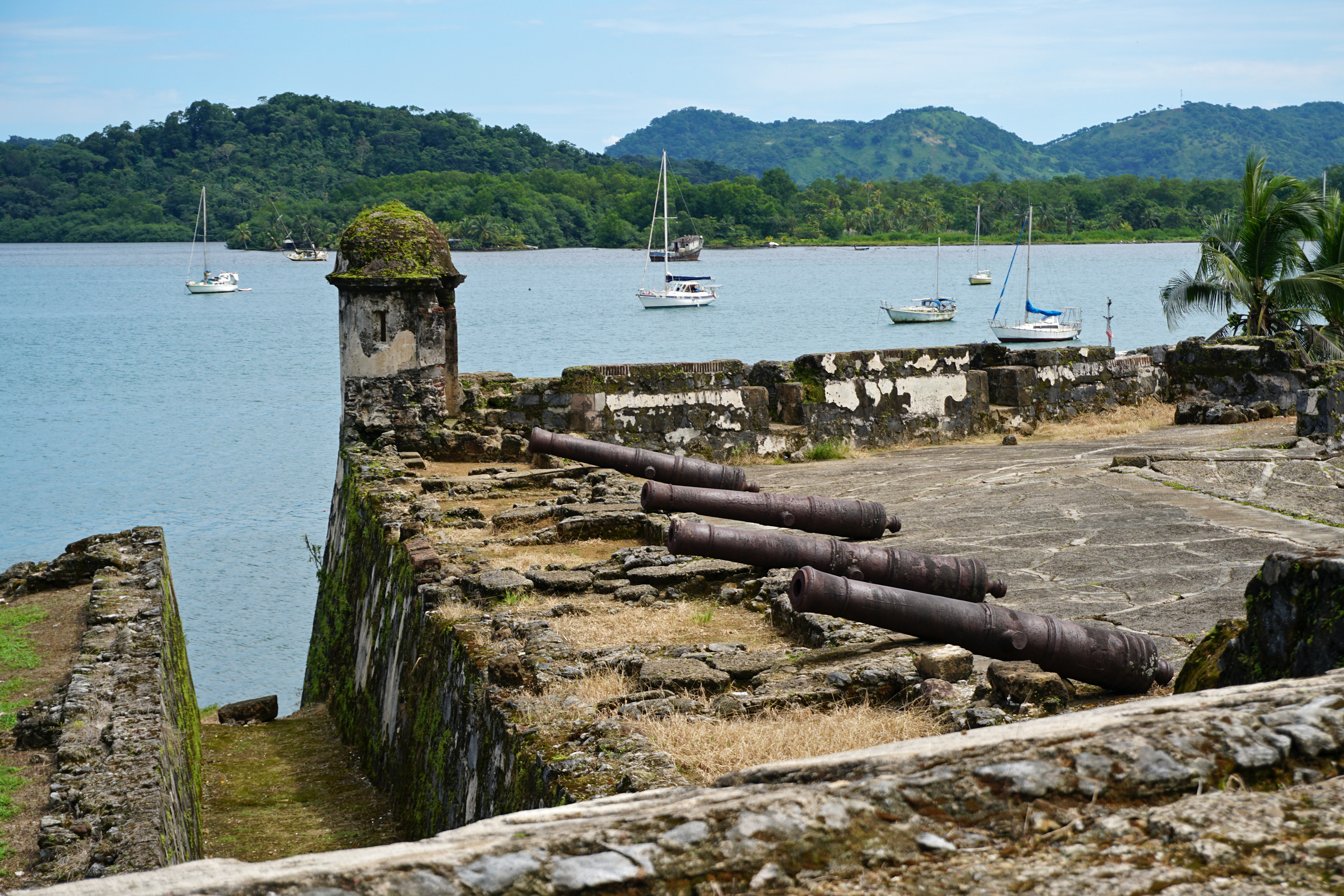
Forte de Santiago
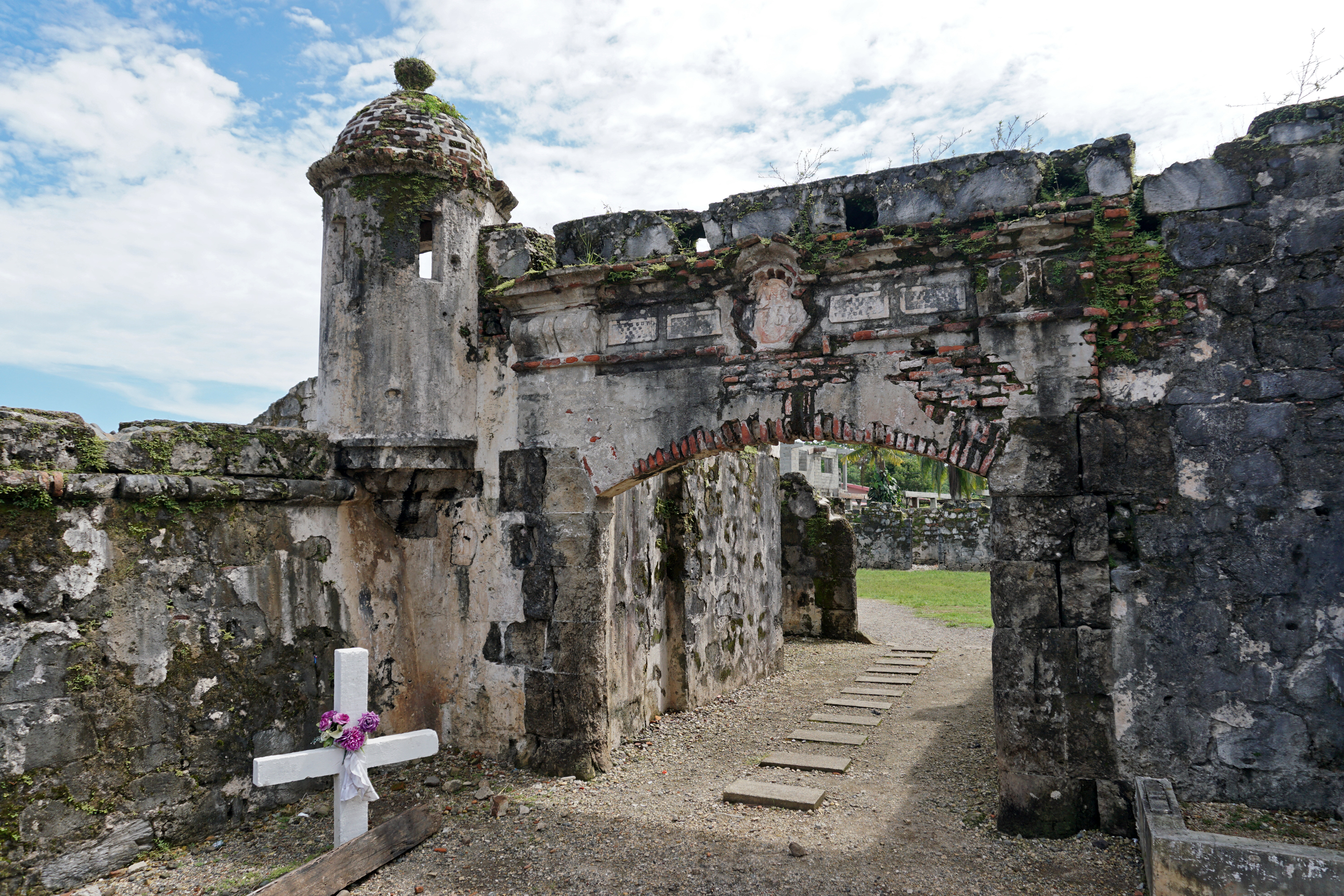
Forte de San Jerónimo
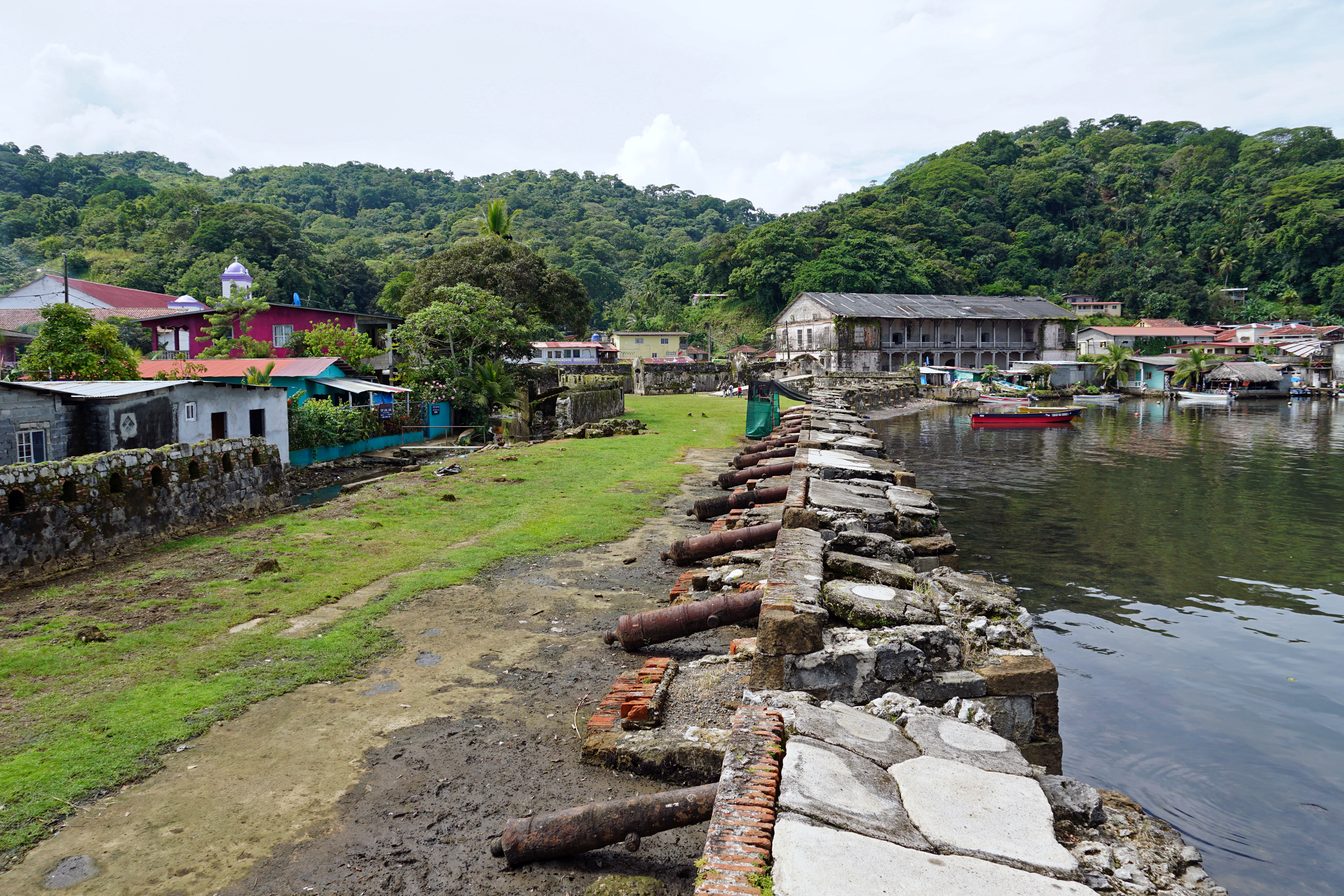
Forte San Jerónimo
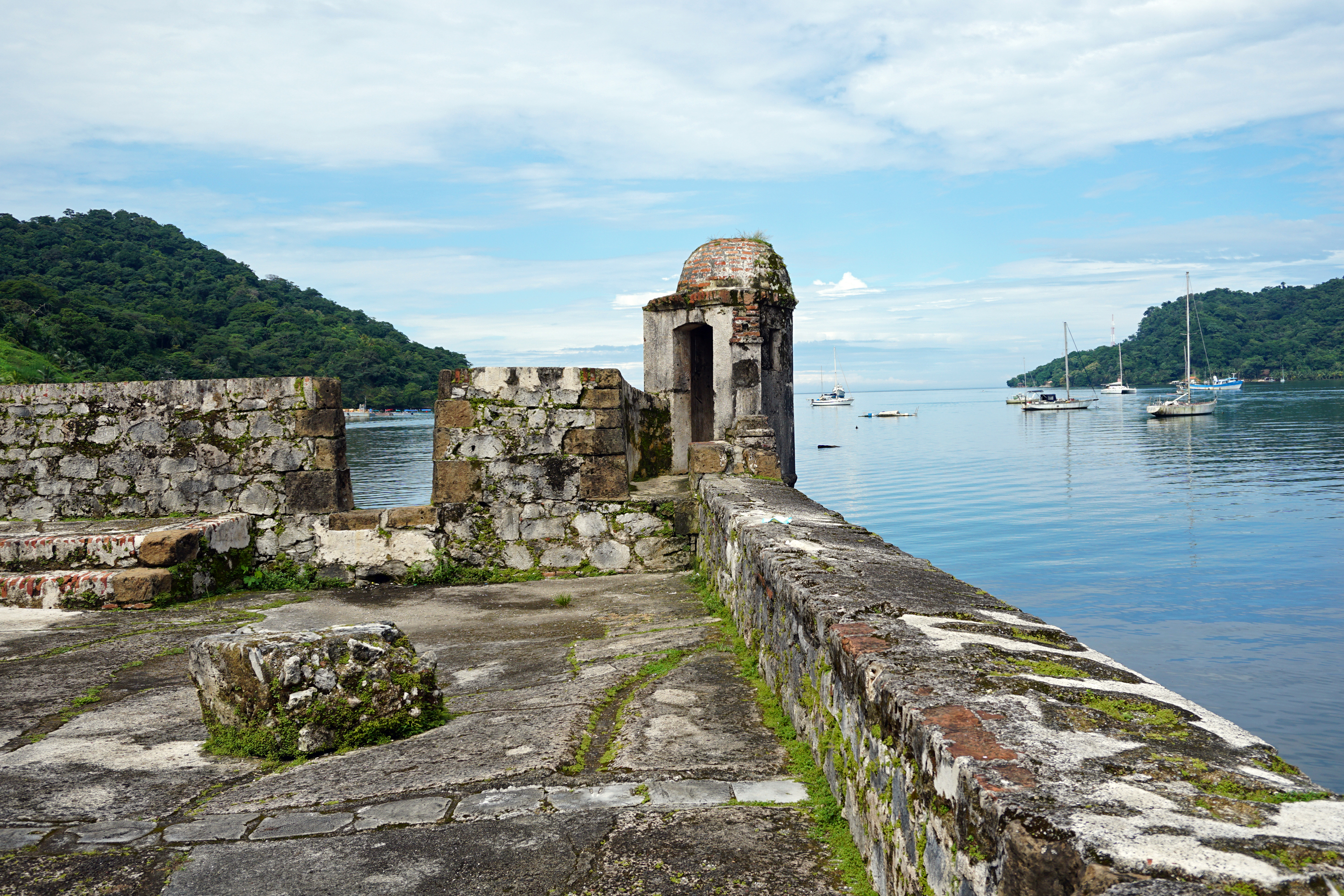
Forte de San Jerónimo
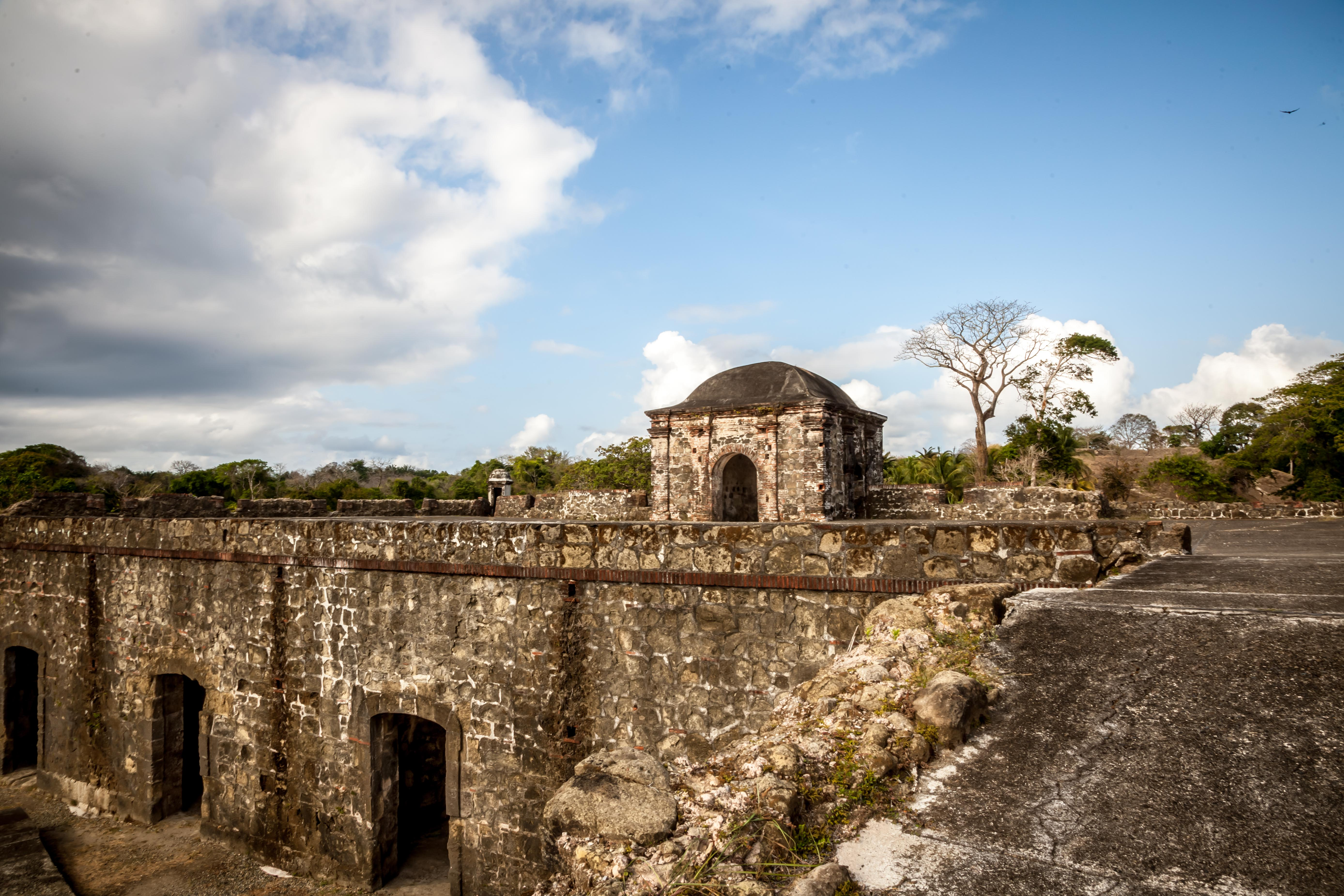
Forte de San Lorenzo
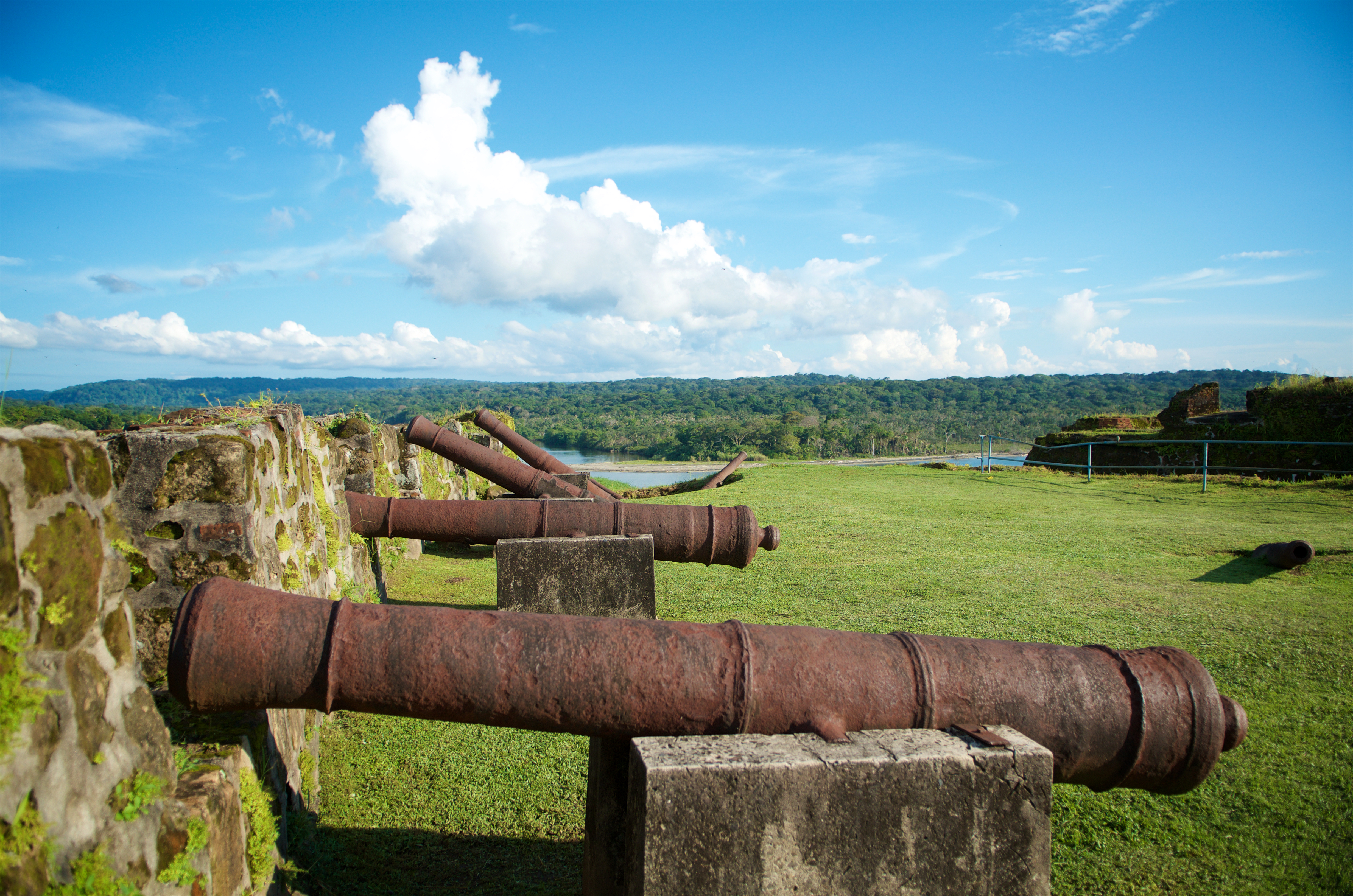
Forte de San Lorenzo